# 安東·普季洛
安東·普季洛（1987年6月10日—）是一位白俄羅斯足球運動員。在場上的位置是中場。他現在效力於白俄羅斯足球超級聯賽球隊明斯克迪納摩。他也代表白俄羅斯國家足球隊參賽。